# Chiesa di San Giacomo (Issime)
La chiesa di San Giacomo (in francese, Église paroissiale Saint-Jacques; in töitschu, Sent Joapuksch Chilchu) è il principale luogo di culto cattolico, ubicata sulla piazza Jean-Jacques Christillin, e sede dell'omonima parrocchia, di Issime, in Valle d'Aosta.

## Storia
La prima testimonianza dell'esistenza della chiesa risale al 1184 in una bolla di papa Lucio III e nel XII secolo ottenne l'autonomia dalla parrocchia di Perloz.
L'attuale edificio è frutto di una ricostruzione iniziata nel 1683 testimoniato dal contratto con cui il curato affidò l'appalto.
Tra il 1698 e il 1700 venne edificato l'altare maggiore e nel 1755 venne costruito il sagrato composto da quindici nicchie.
Nel 1984 iniziarono i lavori di restauro che riportarono alla luce alcuni resti della chiesa primitiva e nel 1986 venne inaugurato il museo attiguo.

## Descrizione

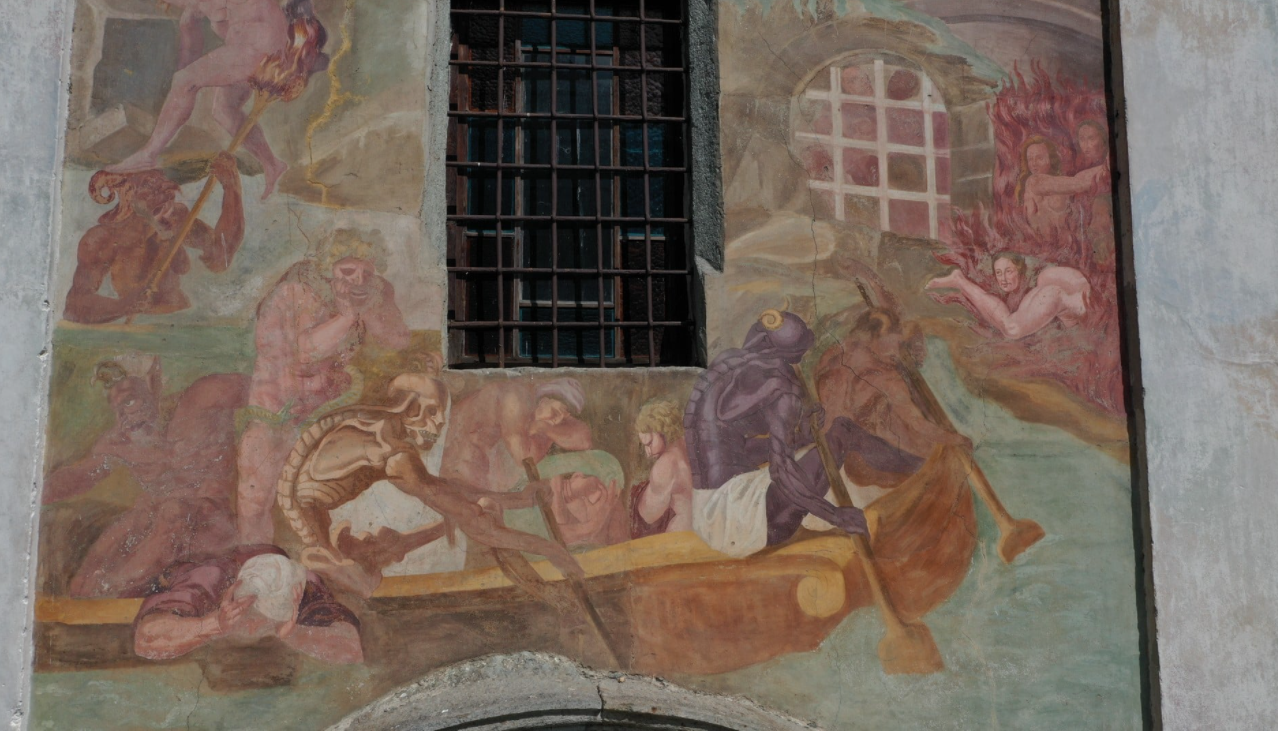
Paul-François Biondi, affresco della poppa della barca di Caronte.

Esternamente la chiesa presenta il sagrato costituito da quindici nicchie affrescate dal pittore locale Antonio Facio nel 1755 e illustranti i misteri del rosario.
L'interno è sobrio, scandito da tre navate coperte da una volta a botte lunettata. Sulla controfacciata è posizionato l'organo ottocentesco e all'ingresso del presbiterio è presente una trave in legno dorato su cui è appoggiato un gruppo scultoreo in legno dorato e policromo raffigurante la crocifissione, coeva all'altare maggiore, composto da più di 182 statue e realizzato da i fratelli Gilardi.

### La facciata
L'affresco del Giudizio universale sulla facciata, voluto dal parroco Jean Praz nel 1698, è l'opera del pittore ginevrino Paul-François Biondi, sul modello di un'incisione realizzata a Anversa nel 1615 da Pieter de Jode il Vecchio, ispiratosi a sua volta a un quadro di Jean Cousin il Giovane del 1575.
Questo affresco ha ispirato quello della facciata della chiesa parrocchiale di Perloz.
Nel marzo 2022, l'associazione culturale locale Associazione Augusta ha acquisito una delle ristampe della fine del XVII secolo delle incisioni di Peter de Jode il Vecchio, che entra a far parte del museo di arte sacra della chiesa.

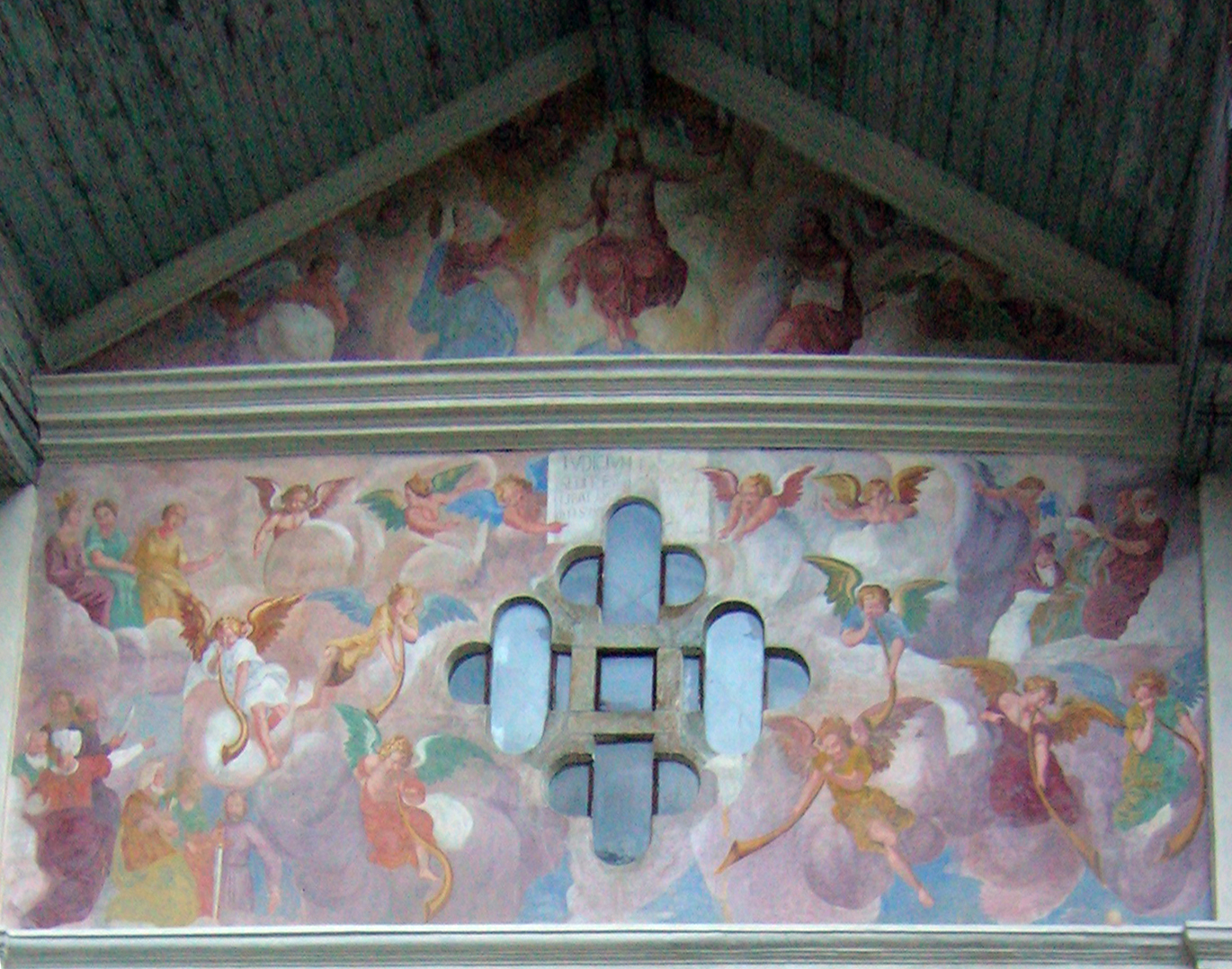
Dettaglio della facciata
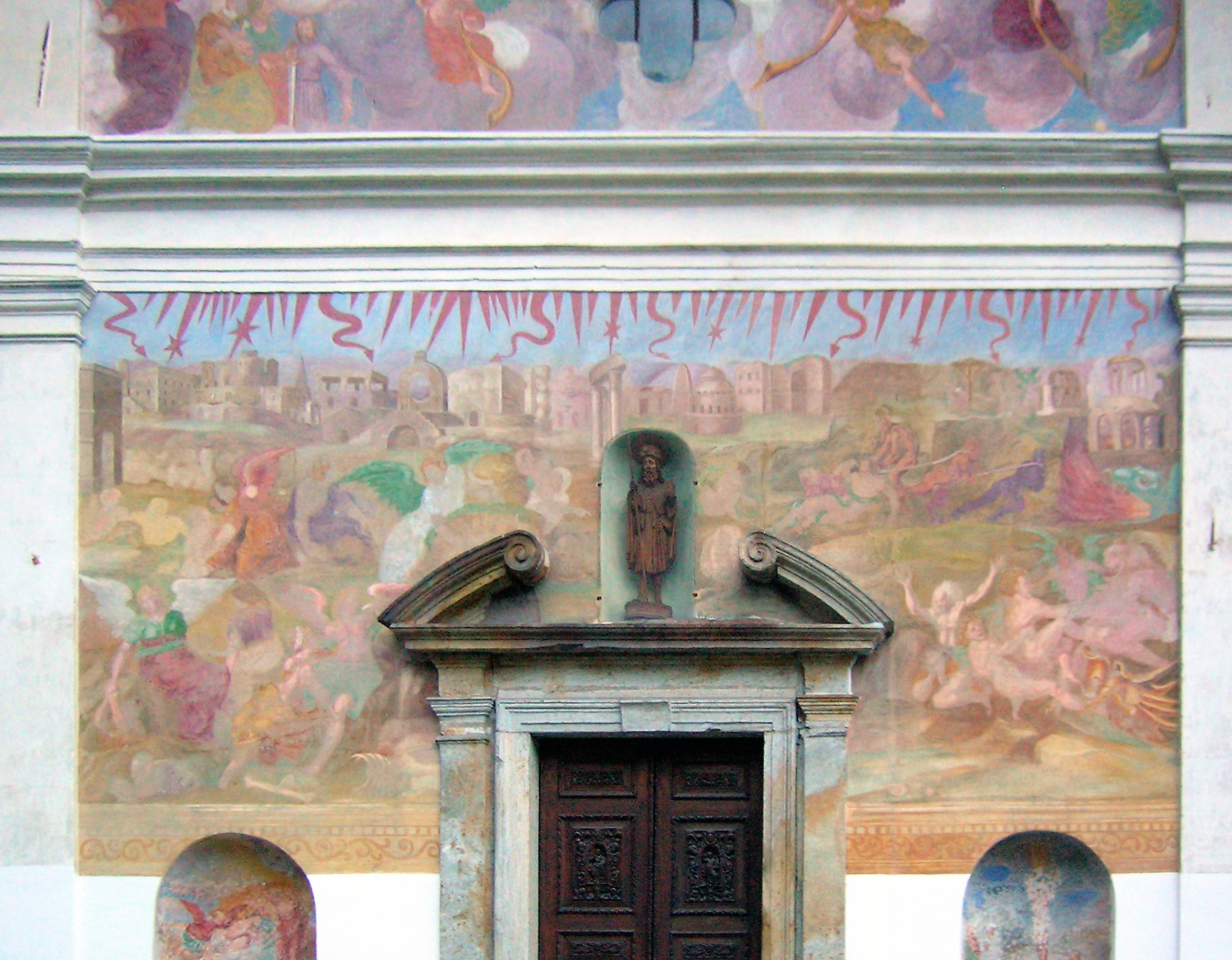
Dettaglio della facciata
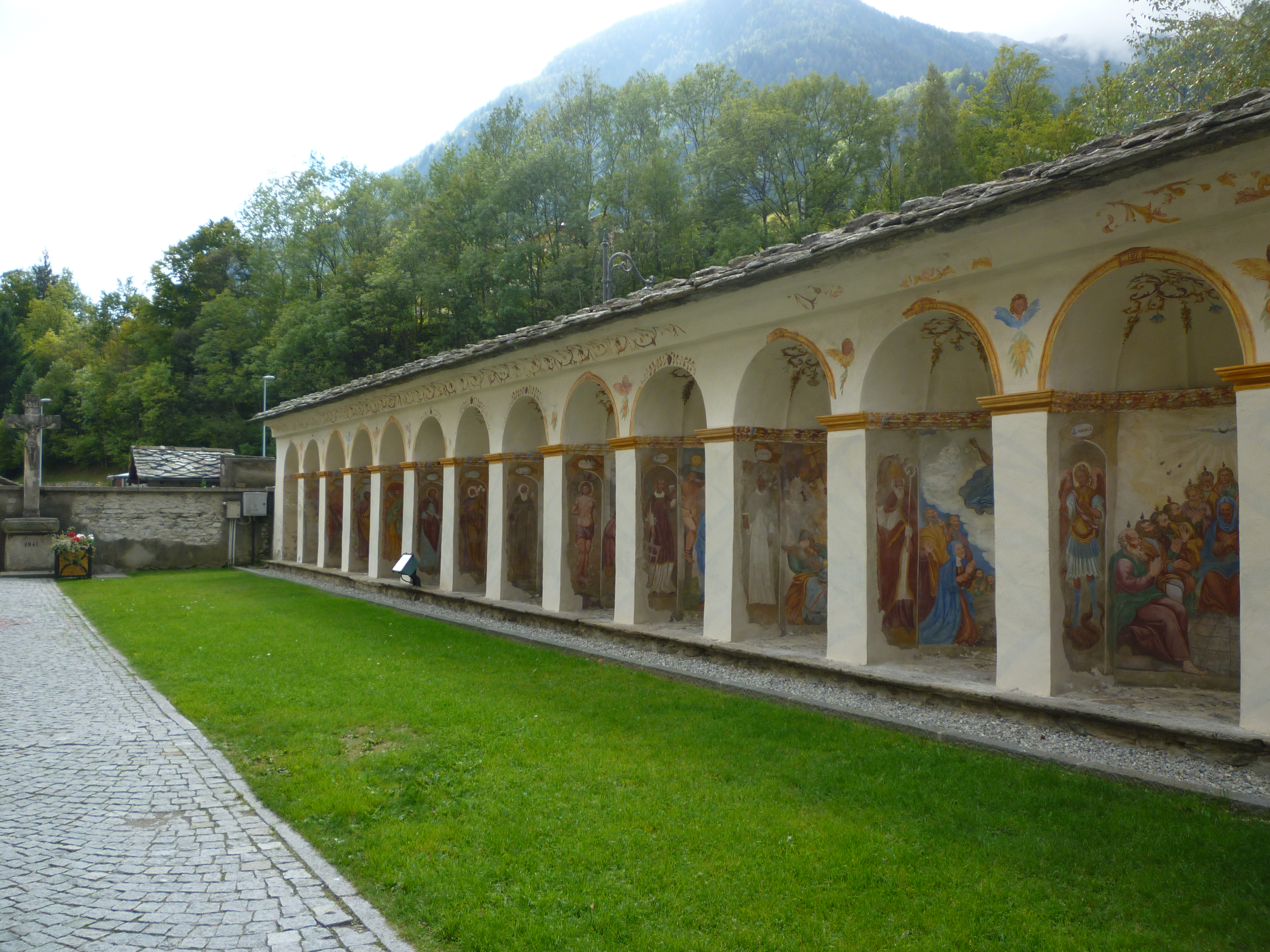
Il sagrato
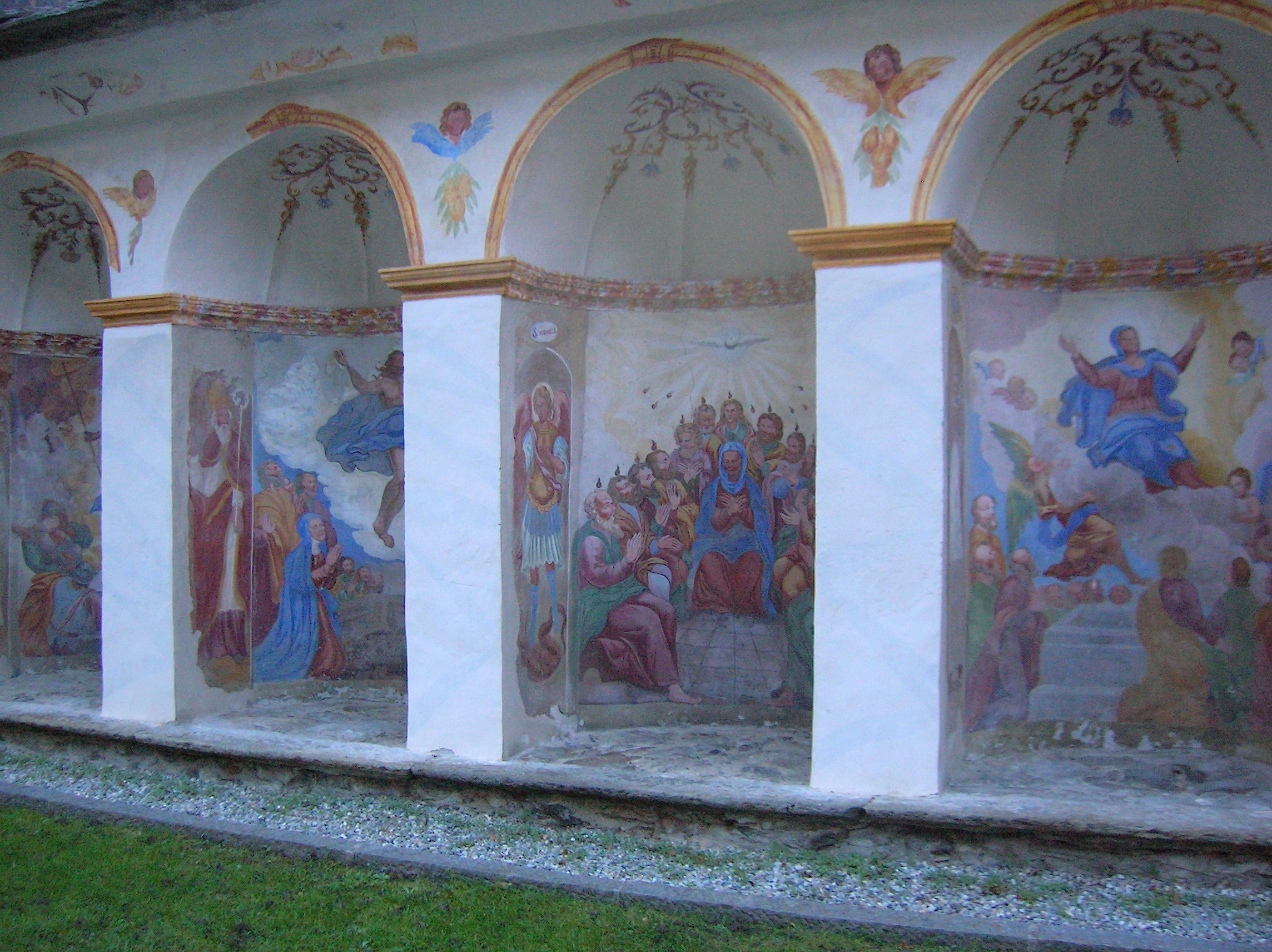
Nicchie affrescate del sagrato
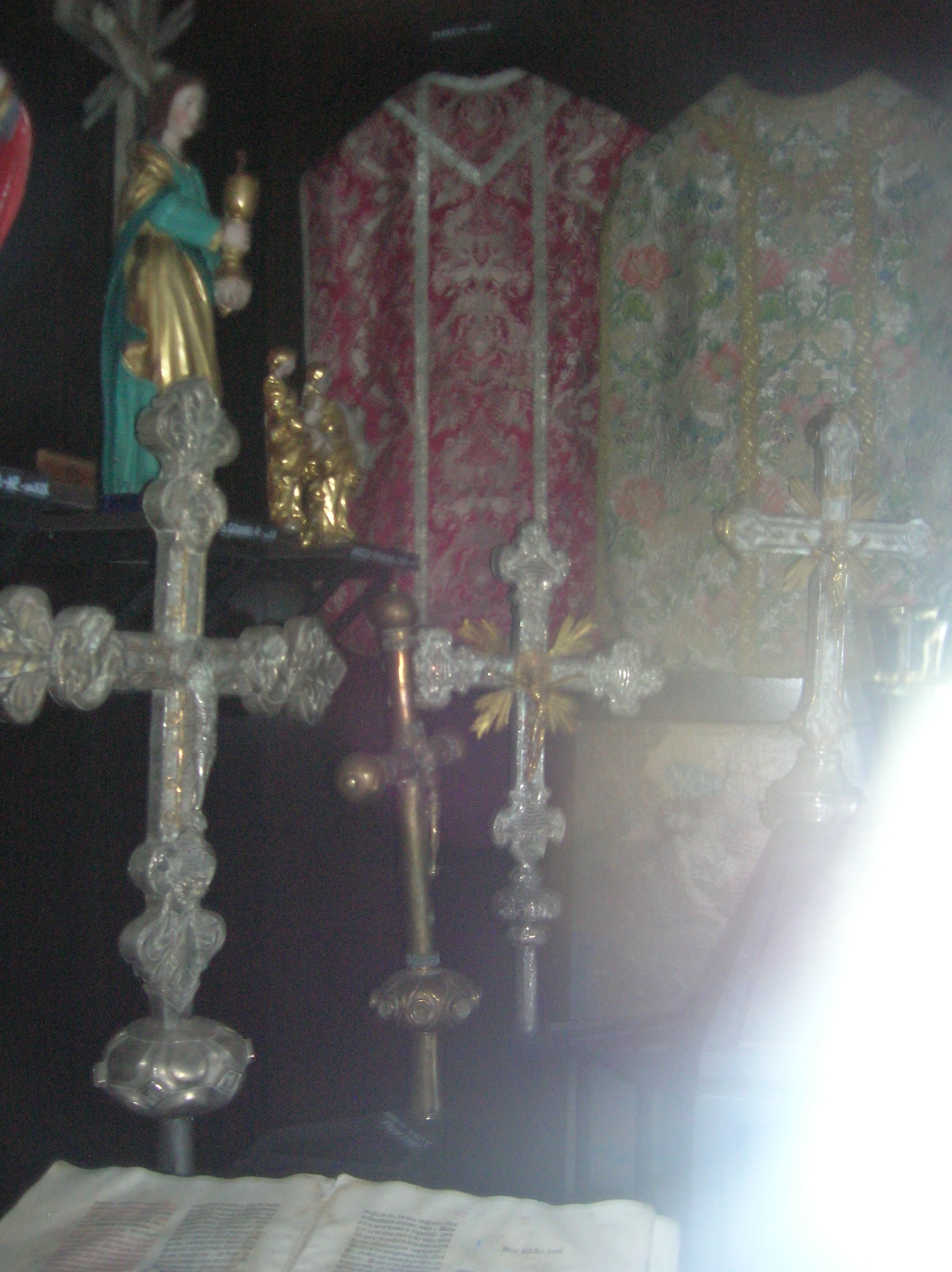
Il piccolo museo d'arte sacra
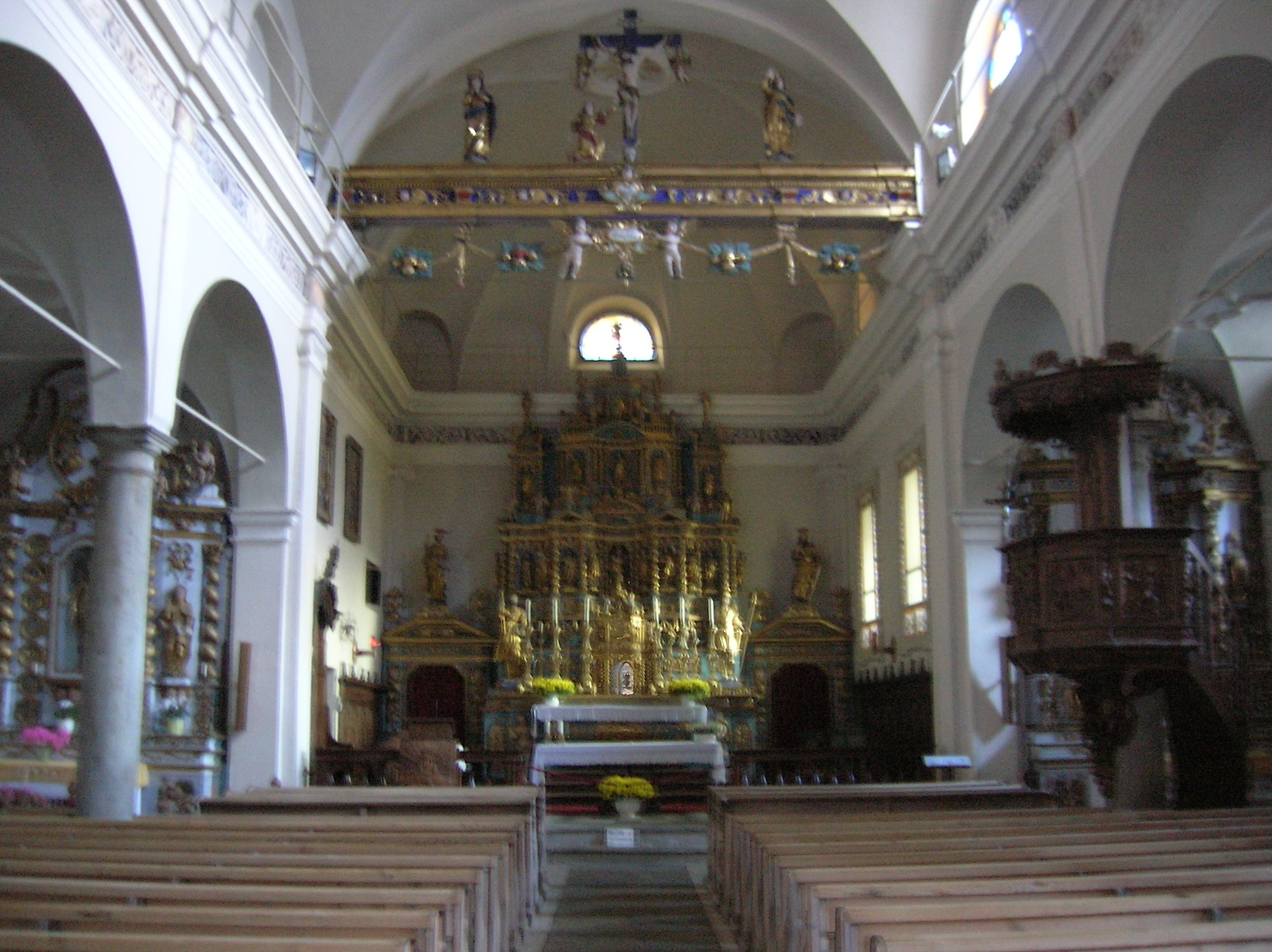
L'interno